# Neohemigordius
Neohemigordius es un género de foraminífero bentónico de la subfamilia Aulotortinae, de la familia Involutinidae, del suborden Involutinina y del orden Involutinida. Su especie tipo es Neohemigordius maopingensis. Su rango cronoestratigráfico abarca el Cisuraliense (Pérmico inferior).

## Clasificación
Neohemigordius incluye a las siguientes especies:
- Neohemigordius beauchampi †, también considerado como Arenovidalina beauchampi †
- Neohemigordius grandis †
- Neohemigordius japonica †
- Neohemigordius maopingensis †
- Neohemigordius sverdrupensis †, también considerado como Arenovidalina sverdrupensis †
- Neohemigordius zaninettiae †